# Motorola 68020

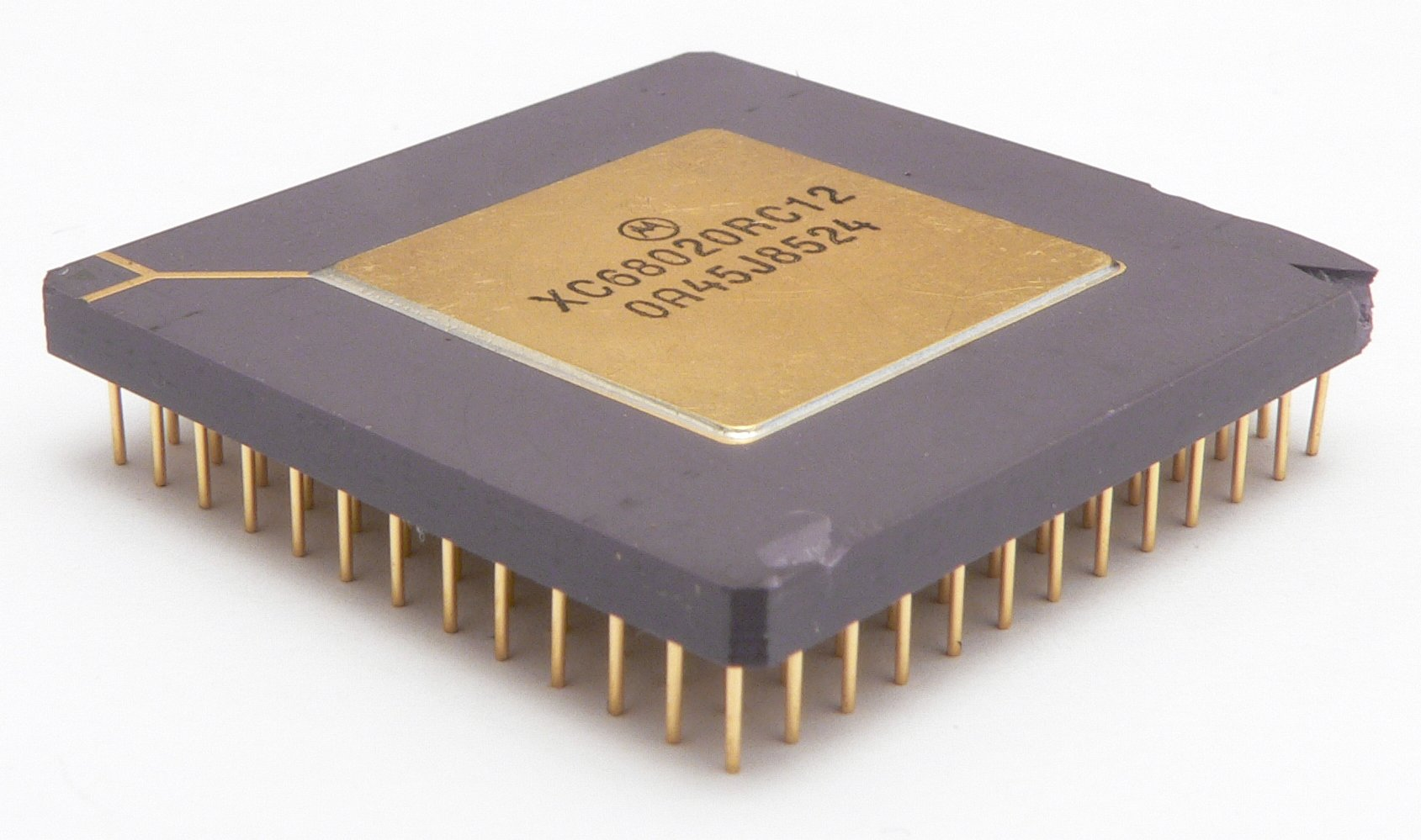
XC68020, un prototipo del 68020.

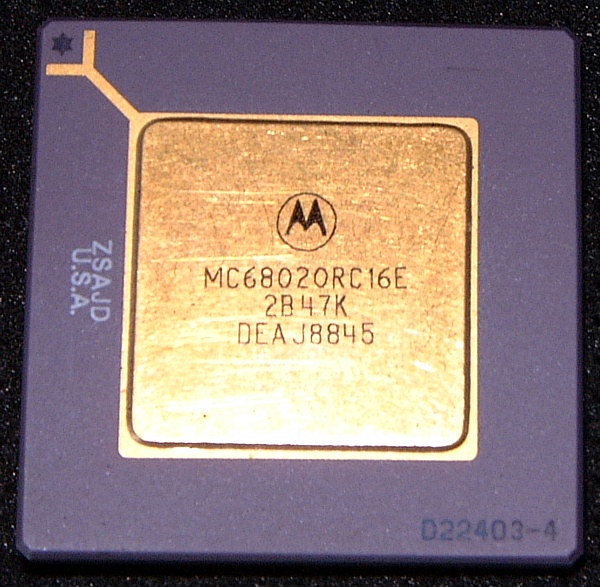
Motorola 68020.

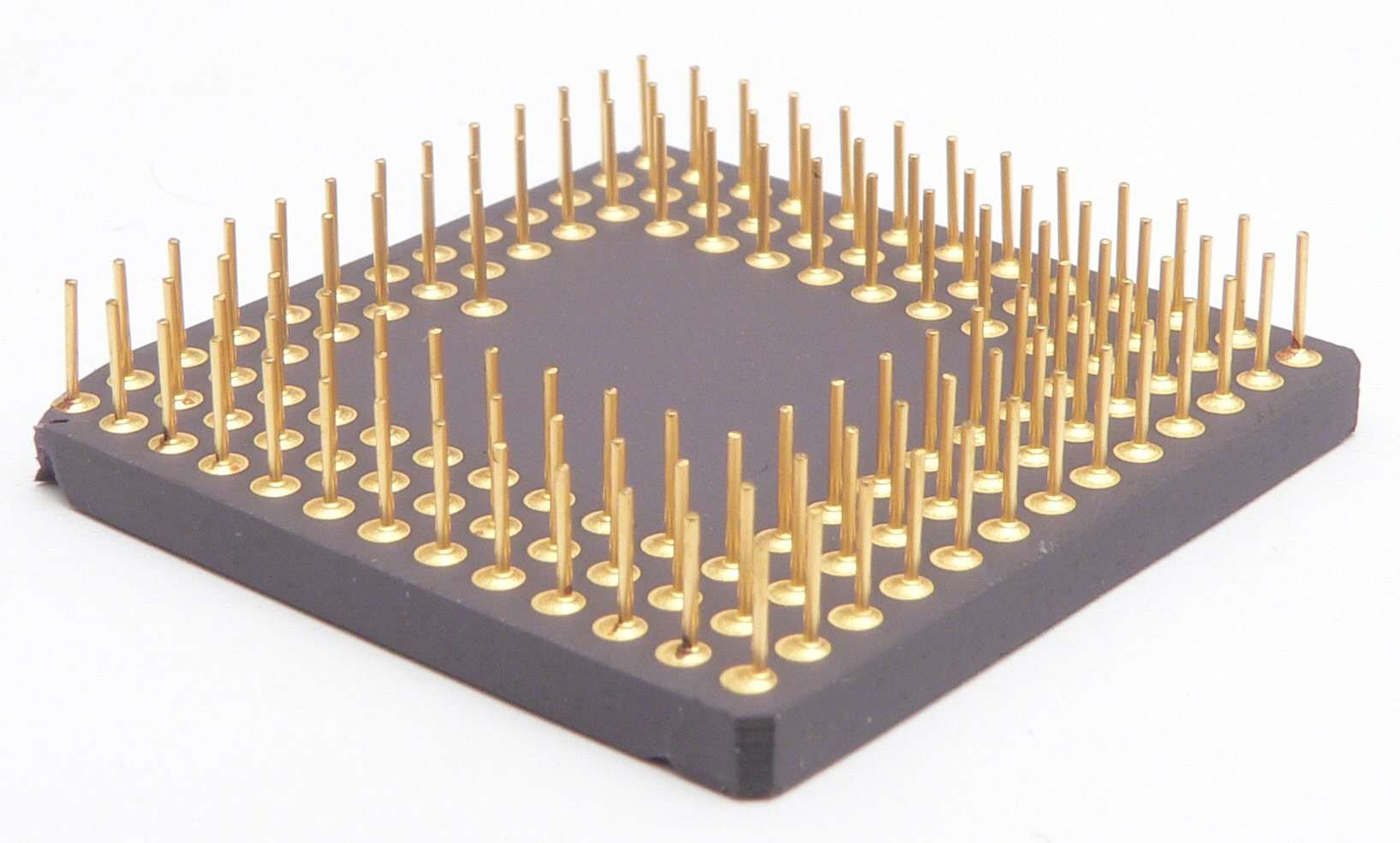
vista inferior de un Motorola XC68020.

El Motorola 68020 es un microprocesador de 32 bits de Motorola, lanzado en 1984. Es el sucesor del 68010, y fue sucedido por el 68030.

## Descripción
El 68020 (usualmente llamado el '020, pronounciado oh-two-oh o oh-twenty en inglés) tiene buses internos y externos de datos y direcciones de 32 bits. Una versión de coste reducido, el 68EC020, tiene un bus de direcciones de solo 24 bits. Se fabricaron en un rango de velocidades de 12 MHz a 33 MHz.

### Mejoras sobre el 68010
El 68020 añadió muchas mejoras sobre el 68010 incluyendo una unidad aritmético lógica de 32 bits, bus de datos y bus de direcciones externos de 32 bits, y nuevas instrucciones y modos de dirección. El 68020 (y 68030) se basa en una arquitectura pipeline apropiada de tres estados.
Las restricciones de direccionamiento en el acceso de datos de palabra y palabra larga presente en sus precursores desaparece en el 68020.

### Prestaciones de Multiproceso
El modelo de multiproceso de Motorola fue agregado en el 68020. Esto permitió que hasta ocho procesadores por sistema cooperaran, estos ocho podían ser cualquier número de CPUs FPUs pero solo una MMU (Motorola 68841 o Motorola 68851) . Esto tenía cierta limitación, pues cada CPU usada tuvo que ser del mismo modelo (no necesariamente a la misma frecuencia de reloj) y cada FPU tiene que ser del mismo modelo (de nuevo, no necesariamente a la misma frecuencia de reloj) por lo que el multiproceso de un 68020/25 con un 68030/25 no era permitido (el 020, por ejemplo, no podía ser identificado por la MMU interna del 030) pero un 68020/25 con un 68882/33 era perfectamente aceptable y bastante común. Sin embargo era muy raro ver más de un CPU o FPU en el mismo sistema. La mayoría de equipos Unix equipados con 68020 eran simplemente el '020, la FPU (68881 o 68882) y la MMU (68841 o 68851).

### Conjunto de Instrucciones
Las nuevas instrucciones incluyeron algunas mejoras y extensiones de menor importancia al estado supervisor, varias instrucciones para la gestión del software de un sistema multiproceso (que fueron eliminadas en los 68060), algo de soporte para los lenguaje de programación de alto nivel que no se usó mucho (y también fue eliminado en los futuros 680x0), mayores instrucciones de multiplicación (32×32→64 bits) y división (cociente de 64÷32→32 bits y resto de 32 bits) instrucciones, y manipulaciones de campo a nivel de bit.

### Modos de Direccionamiento
Los nuevos Modos de direccionamiento añadieron indexación de direcciones escalada y otro nivel de indirección de memoria a muchos de los modos preexistentes, y añadieron bastante flexibilidad a varios modos de indexación y operaciones. Aunque no fue la intención, los nuevos modos convirtieron al 68020 en muy conveniente para la impresión de páginas. La mayoría de impresoras láser de principios de los 90 tenían un 68EC020 en su núcleo.
El 68020 tiene una caché de instrucciones mínima de 256 bytes directamente mapeada, dispuestas como 64 entradas de 4 bytes. Aunque pequeño, es una diferencia significativa en el rendimiento de muchas aplicaciones. El decremento de tráfico en el bus resultante es particularmente importante en sistemas que usaban intesivamente el acceso directo a memoria (DMA).

## Uso

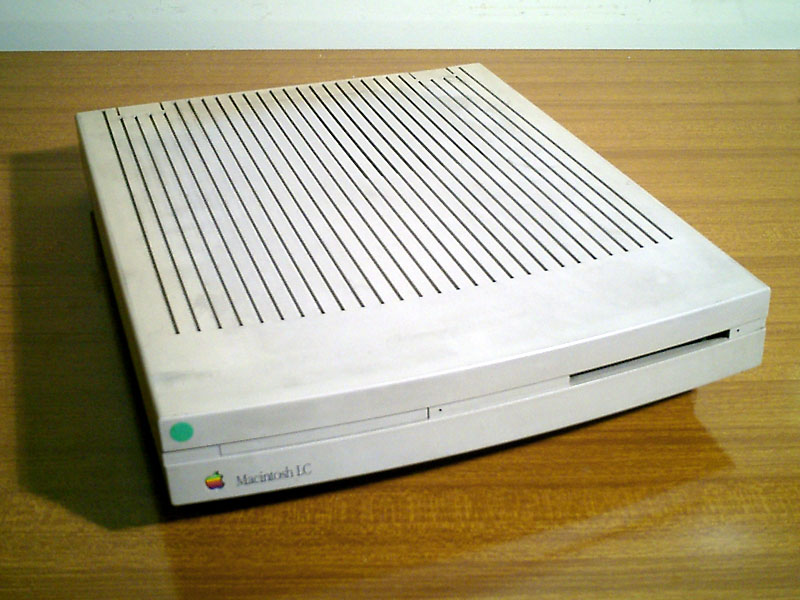
Macintosh LC pizza box

El 68020 se utilizó en los ordenadores personales de Apple Computer Macintosh II y Macintosh LC, en las estaciones de trabajo de la serie Sun-3 y en la serie Hewlett Packard 8711 de analizadores de red. El ordenador personal Commodore Amiga 1200 y la videoconsola AmigaCD32, ambos de Commodore, utilizaron el 68EC020 para reducir costes.
Es también el procesador utilizado en los trenes TGV para decodificar la información de señalización que se envía a los trenes mediante los raíles, y en su versión militar es la CPU de los ordenadores del avión de caza Eurofighter Typhoon además de en el lanzador Ariane 5.
Para más información sobre las instrucciones y arquitectura, véase Motorola 68000.